# Astragalus canescens
Astragalus canescens là một loài thực vật có hoa trong họ Đậu. Loài này được (Hook. & Arn.) Reiche miêu tả khoa học đầu tiên năm 1897.